# Quadriciclo

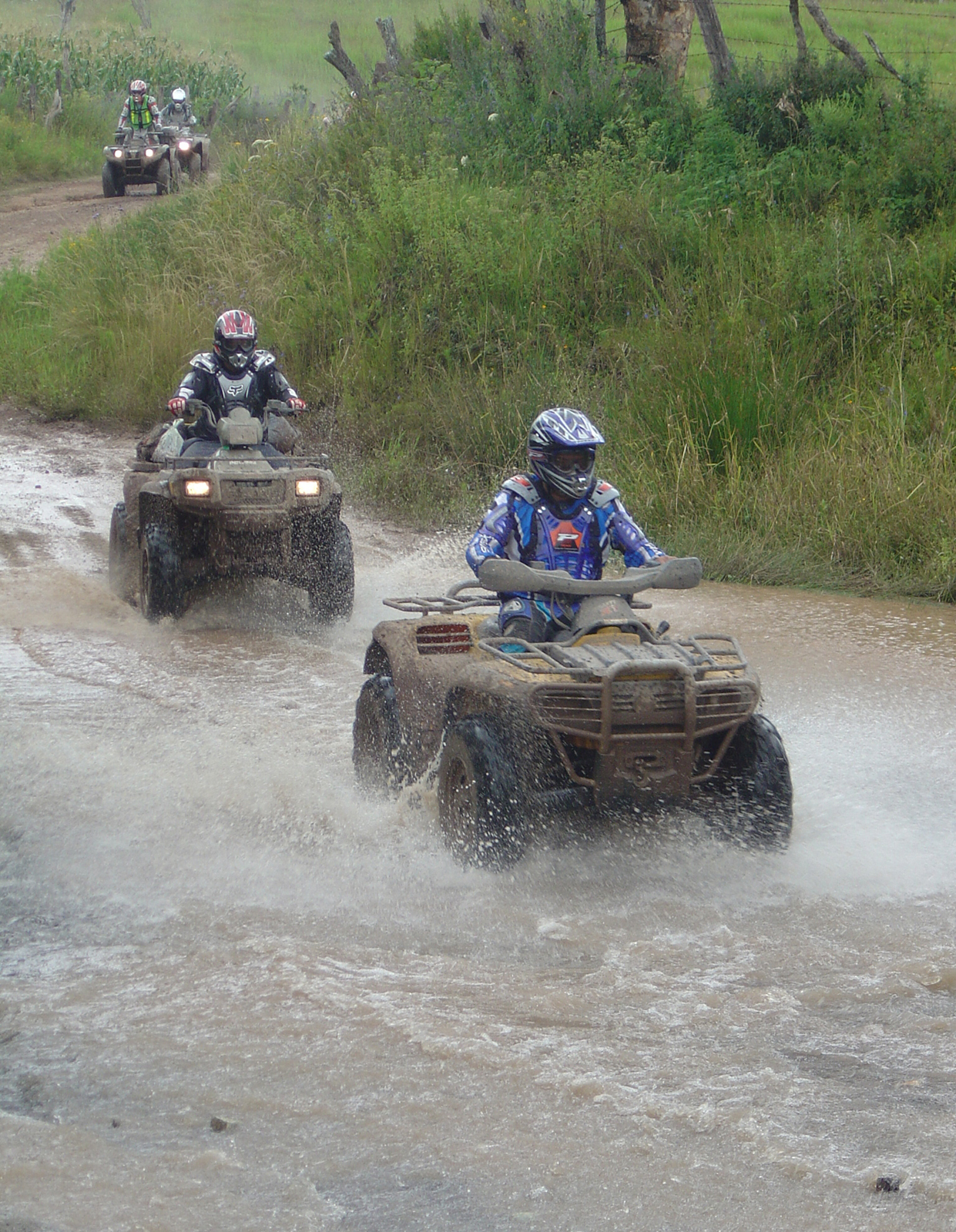
Um grupo de quadriciclos (moto quatro)

O termo quadriciclo (usualmente chamado de moto quatro em Portugal) ou ATV (em inglês: all-terrain vehicle) é utilizado geralmente para descrever um pequeno veículo motorizado aberto com quatro rodas, desenhado para uso off-road. Todavia, o American National Standards Institute (ANSI) define um ATV como um veículo que se movimenta sobre pneus de baixa pressão, com um assento onde se instala o operador e um guidom para controle de direção. Pela definição corrente do ANSI, o veículo é destinado a um único ocupante, embora uma mudança para dois assentos já tenha sido implantada pelos principais fabricantes, que na maioria das vezes oferecem os quadriciclos em 2 versões.
O condutor opera estes veículos como uma motocicleta, mas as rodas extras lhe dão mais estabilidade em baixa velocidade. Embora tipicamente sejam equipados com três ou quatro rodas, existem modelos com seis rodas para aplicações especializadas. A capacidade dos motores que equipam os ATV vendidos hoje em dia (2012) no Brasil, varia de 50cc a 1000cc.

## Terminologia ATV
Versões de quatro rodas são comumente denominadas "quadriciclos" no Brasil. Em Portugal, apesar da denominação técnica legal ser também "quadriciclo", em linguagem corrente é usado normalmente o termo "moto quatro". A expressão inglesa ATC (de "All-Terrain Cycles" ou "Motocicleta Todo-o-Terreno") é utilizada para modelos com três rodas (designados "triciclos" no Brasil e em Portugal).
Os ATV também podem ser considerados veículos off-road, da mesma forma que motocicletas, jipes e outros veículos utilitários.

## História e desenvolvimento

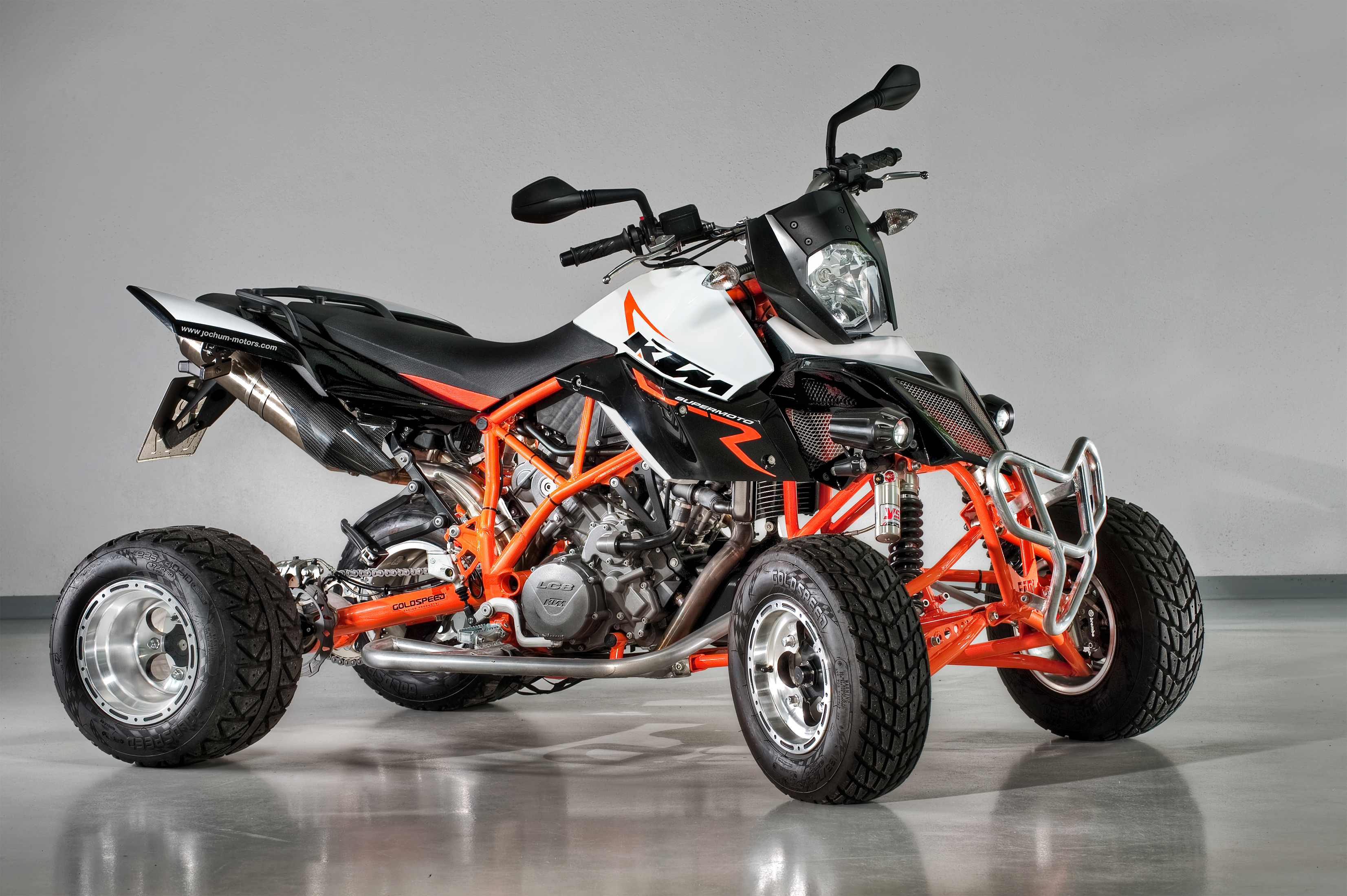
Quadriciclo produzido pela KTM

### Início
Os ATV já eram fabricados nos Estados Unidos uma década antes de veículos de 3 e 4 rodas serem introduzidos pela Honda e outras empresas japonesas. Durante os anos 1960, numerosos fabricantes ofereciam pequenos veículos off-road similares, desenhados para flutuar e capazes de atravessar pântanos, lagoas e cursos d'água, bem como terra seca. Tipicamente construídos com uma "banheira" de plástico resistente ou fibra de vidro, tinham geralmente seis rodas – todas manobráveis – com pneus-balão de baixa pressurização (cerca de 3 PSI), nenhuma suspensão (além da oferecida pelos pneus) e barras de direção deslizantes. Estes ambiciosos primeiros modelos anfíbios foram os veículos todo-o-terreno originais – ou ATV. Contrariamente à definição moderna do ANSI para ATV, eles foram planejados para vários ocupantes sentados em seu interior e eram controlados por volantes ou manches, em vez de guidões de motocicleta, como na definição em vigor hoje em dia.
Após o advento dos ATV "montáveis", com três ou quatro rodas, estes mais ou menos se apropriaram do termo, deixando que a variedade flutuante 6X6 e 8X8 se tornasse conhecida como ATV Anfíbio. Marcas modernas destas máquinas incluem Argo e MAX.
Embora não tão rápidas quanto os outros ATV, elas podem ser operadas com precisão em baixas velocidades, e efetivamente, possuem a capacidade de flutuar. O giro dos pneus é suficiente para impelir o veículo através da água, embora de maneira lenta. Motores de popa podem ser utilizados para incrementar o uso aquático.

### Triciclos

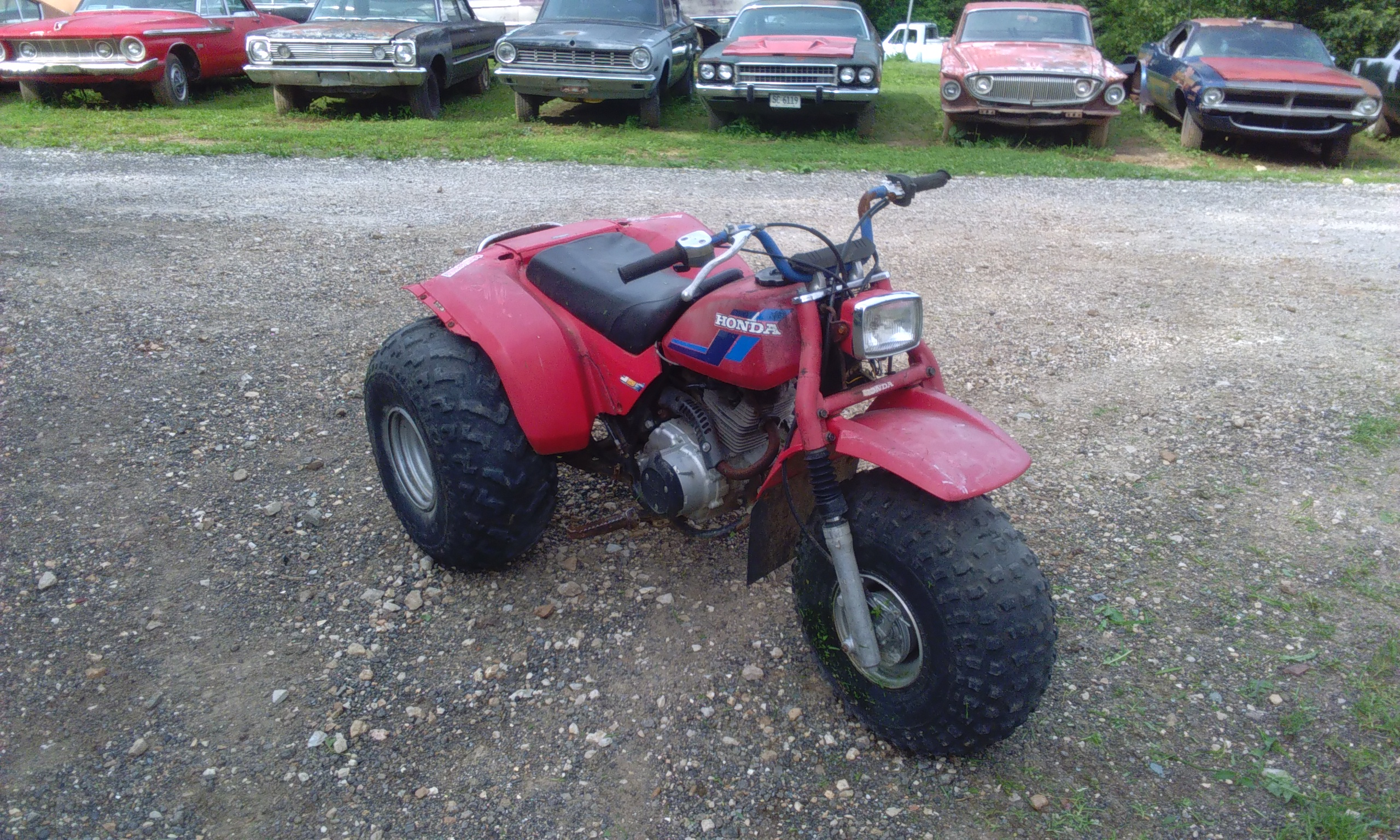
Triciclo Honda ATC200S de 1984.

A Honda produziu os primeiros triciclos em 1970, os quais estrearam num filme de James Bond, "Diamonds Are Forever". Apelidado de US90 e posteriormente – quando a Honda comprou a marca registrada do termo – ATC90, foi planejado exclusivamente para uso recreativo. Claramente influenciado pelos primeiros ATV, apresentava grandes pneus-balão em vez de uma suspensão mecânica.. No início da década de 1980, a suspensão e pneus convencionais foram introduzidos. O Honda ATC200E Big Red de 1982, foi um marco. Ele apresentava tanto suspensão quanto bagageiro, tornando-o no primeiro triciclo utilitário. A capacidade de ir a lugares que a maioria dos outros veículos não podiam chegar, logo os tornou populares entre caçadores dos Estados Unidos e Canadá, e por todos os apreciadores de trilhas. Logo, outros fabricantes apresentaram seus próprios modelos.
Modelos esportivos também foram desenvolvidos pela Honda, que tinha um virtual monopólio do mercado, devido a patentes eficientes de design e instalação do motor. O ATC250R de 1981 foi o primeiro triciclo de alto rendimento, apresentando suspensão completa, um motor de dois cilindros com 248 cc, uma transmissão de cinco marchas com embreagem manual e freio a disco frontal. Para a trilha esportiva, o ATC200X de 1983 foi outro modelo que marcou época. Ele possuía um motor de quatro cilindros com 192 cc, que era ideal para novatos no esporte.

### Quadriciclos

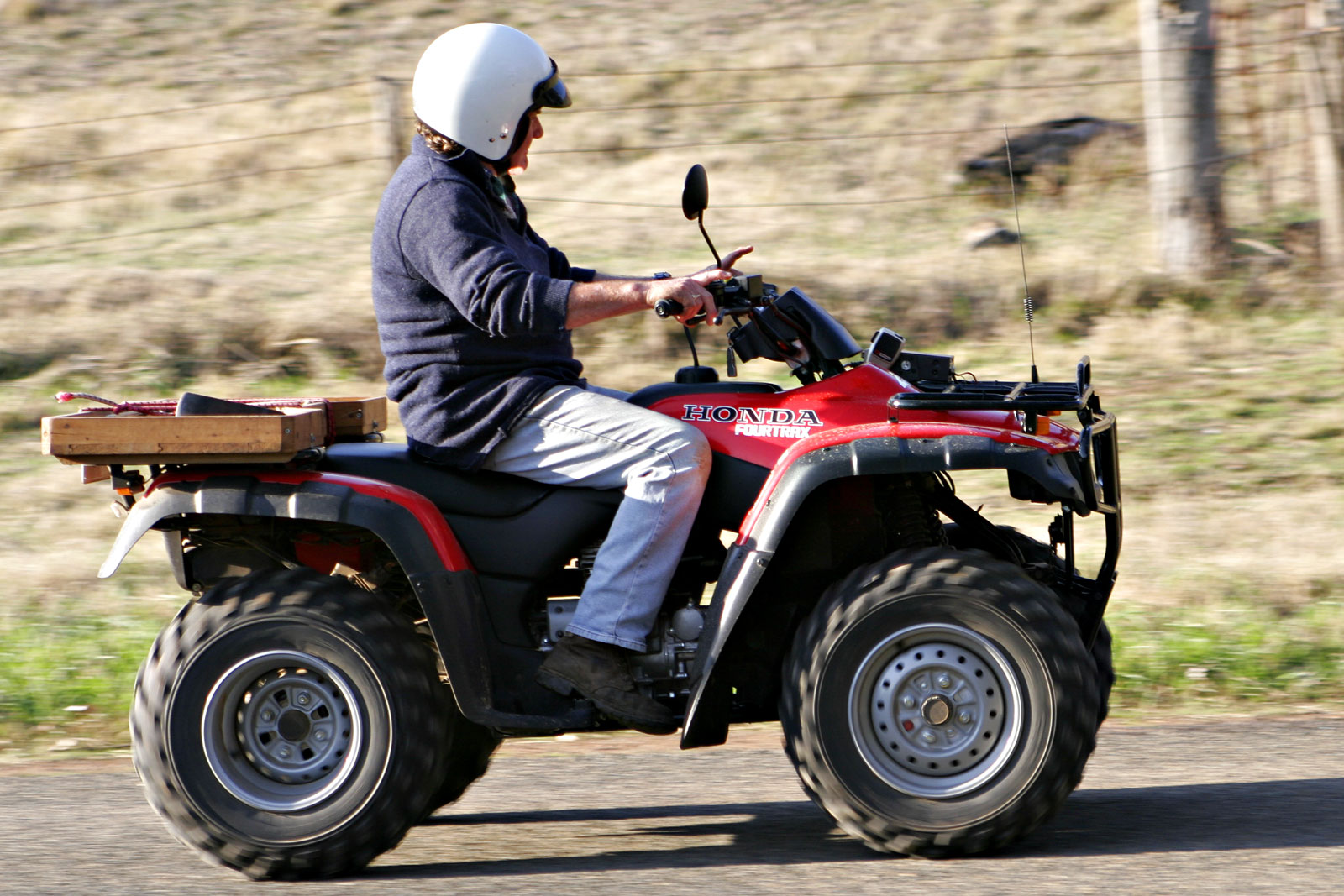
Na Austrália, os quadriciclos são geralmente denominados four wheeler. Eles são usados extensivamente na agricultura.

A Suzuki foi líder no desenvolvimento de ATV de quatro rodas. Ela vendeu o primeiro quadriciclo, o QuadRunner LT125 de 1983, um veículo recreativo para principiantes.
Em 1985, a Suzuki apresentou ao mercado o primeiro quadriciclo de alta performance, o Suzuki LT250R QuadRacer. Esta máquina permaneceu em produção até 1992, e durante este período, passou por três grandes processos de reengenharia. Todavia, as principais características básicas foram mantidas: uma suspensão sofisticada, um motor de dois cilindros refrigerado à água e uma transmissão manual de cinco marchas nos modelos 1985-1986 e uma transmissão de seis marchas para os modelos de 1988 a 1992. Era uma máquina desenhada exclusivamente para corridas, nas mãos de pilotos altamente experientes. A Honda deu a resposta um ano depois com o FourTrax TRX250R – uma máquina que não replicada. A Kawasaki respondeu com seu Tecate-4 250. Em 1987, a Yamaha apresentou um tipo diferente de máquina de alta performance, a Banshee 350, que apresentava um motor de dois cilindros refrigerado à água, reaproveitado da motocicleta urbana RD350LC. Pesada e mais difícil de dirigir na terra do que as 250, a Banshee tornou-se um veículo popular entre aqueles que gostavam de pilotar sobre dunas, graças à sua grande potência. A Banshee ainda goza de grande popularidade, mas devido ao controle de emissões da EPA, 2006 foi o último ano em que pode ser vendida nos Estados Unidos. No Canadá, todavia, a Banshee 2007 ainda é comercializada com o mesmo motor paralelo de 350 cc que fez a sua fama.
Ao mesmo tempo, o desenvolvimento de ATV utilitários aumentou rapidamente. O Honda FourTrax TRX350 4x4 foi apresentado ao mercado de ATV utilitários em 1986. Outros fabricantes seguiram-no rapidamente, e os 4x4 tornaram-se um dos tipos mais populares de ATV em todos os tempos. Estas máquinas são populares entre caçadores, fazendeiros, rancheiros e trabalhadores em locais de difícil acesso.
Problemas de segurança com ATV de três rodas fizeram com que todos os fabricantes mudassem para os modelos de quatro rodas em fins da década de 1980; os triciclos pararam de ser produzidos em 1987. O peso mais leve dos triciclos os tornaram muito populares entre alguns pilotos experientes. Fazer curvas num triciclo é mais desafiante do que em máquinas de quatro rodas, porque se inclinar na curva é muito mais importante. Os pilotos podem virar se não tiverem cuidado. A parte frontal dos triciclos obviamente tem uma única roda, tornando-a mais leve, e tombar para trás é um risco potencial, especialmente quando subindo uma duna ou colina. Tombamentos também podem ocorrer ao descer uma ladeira íngreme. As restrições legais no mercado estadunidense expiraram em 1997, permitindo que os fabricantes voltassem a fabricar modelos de três rodas. Todavia, existem poucos sendo comercializados nos dias de hoje.
Ainda hoje, os modelos continuam a ser divididos em mercados esportivo e utilitário. Os modelos esportivos são geralmente pequenos, leves, com tração em duas rodas e rápida aceleração, transmissão manual e velocidades de até 145 km/h. Os modelos utilitários são geralmente maiores, possuem tração nas quatro rodas e atingem um máximo de 104 km/h. Possuem a capacidade de arrastar pequenas cargas em reboques ou mesmo pequenos trailers. Devido aos pesos diferentes, cada tipo é mais eficiente num determinado tipo de terreno.
Modelos de seis rodas também podem apresentar pequenos reboques com um par extra de rodas na traseira para aumentar a capacidade de carga. Eles podem ter tração nas quatro rodas traseiras ou em todas as seis.

### Modelos de corrida

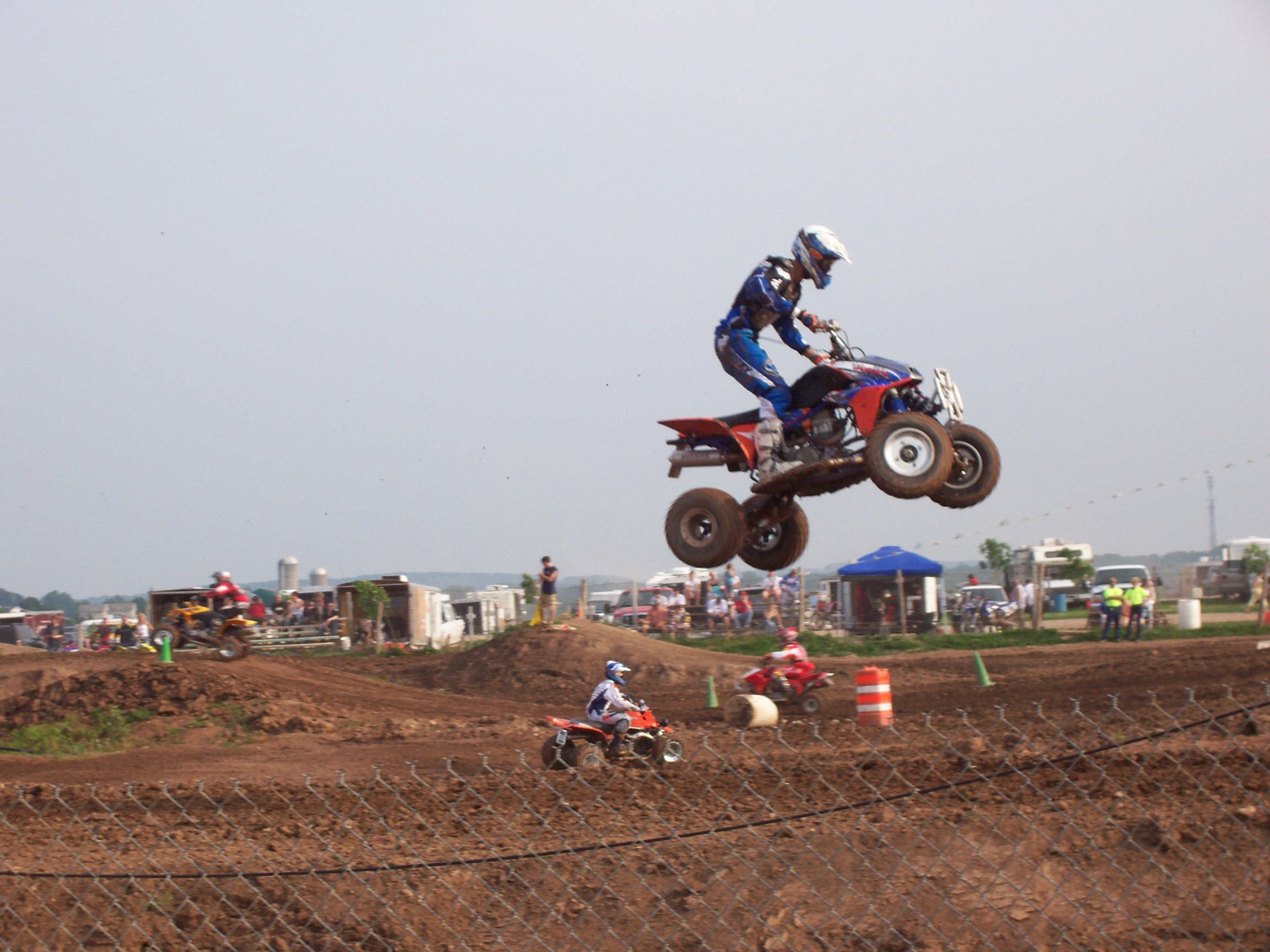
Corrida de quadriciclos numa pista de motocross

Os modelos esportivos são construídos tendo em mente a performance, e não o aspecto utilitário. Para ser bem sucedido no mercado de corridas, um quadriciclo precisa ser leve, ter alta potência, boa suspensão e um centro de gravidade baixo. Estas máquinas podem ser modificadas para vários tipos de competições em diferentes tipos de terreno (pistas de motocross, dunas, florestas, desertos etc). Exemplos de modelos de alta performance incluem Yamaha YFZ450, Honda TRX450R, Suzuki QuadRacer R450, Polaris Outlaw 500, Polaris Outlaw 525, Polaris Predator 500 e a Kawasaki KFX450R. Quadriciclos desenhados para competições de velocidade incluem Yamaha Raptor 700R, Suzuki QuadSport Z400, Honda Sportrax 400EX, Bombardier DS450, Arctic Cat DVX400 e Kawasaki KFX700R.

### Uma volta às origens anfíbias?
Em Maio de 2006, o inventor neozelandês Alan Gibbs – presidente e fundador da Gibbs Technologies – apresentou o Quadski, um protótipo de um quadriciclo anfíbio. Ao contrário dos primeiros ATV, ele é montado e controlado como os quadriciclos modernos, e oferece a habilidade única de "planar" sobre a água, possibilitando atingir velocidades de barco a motor na água.

## Críticas aos ATV
Desde o início dos anos 1990, o uso dos quadriciclos triplicou através dos Estados Unidos. Isto levou a grandes conflitos entre os usuários de quadriciclos e defensores da segurança infantil, proprietários rurais, amantes da natureza e ambientalistas.

### Questões de segurança

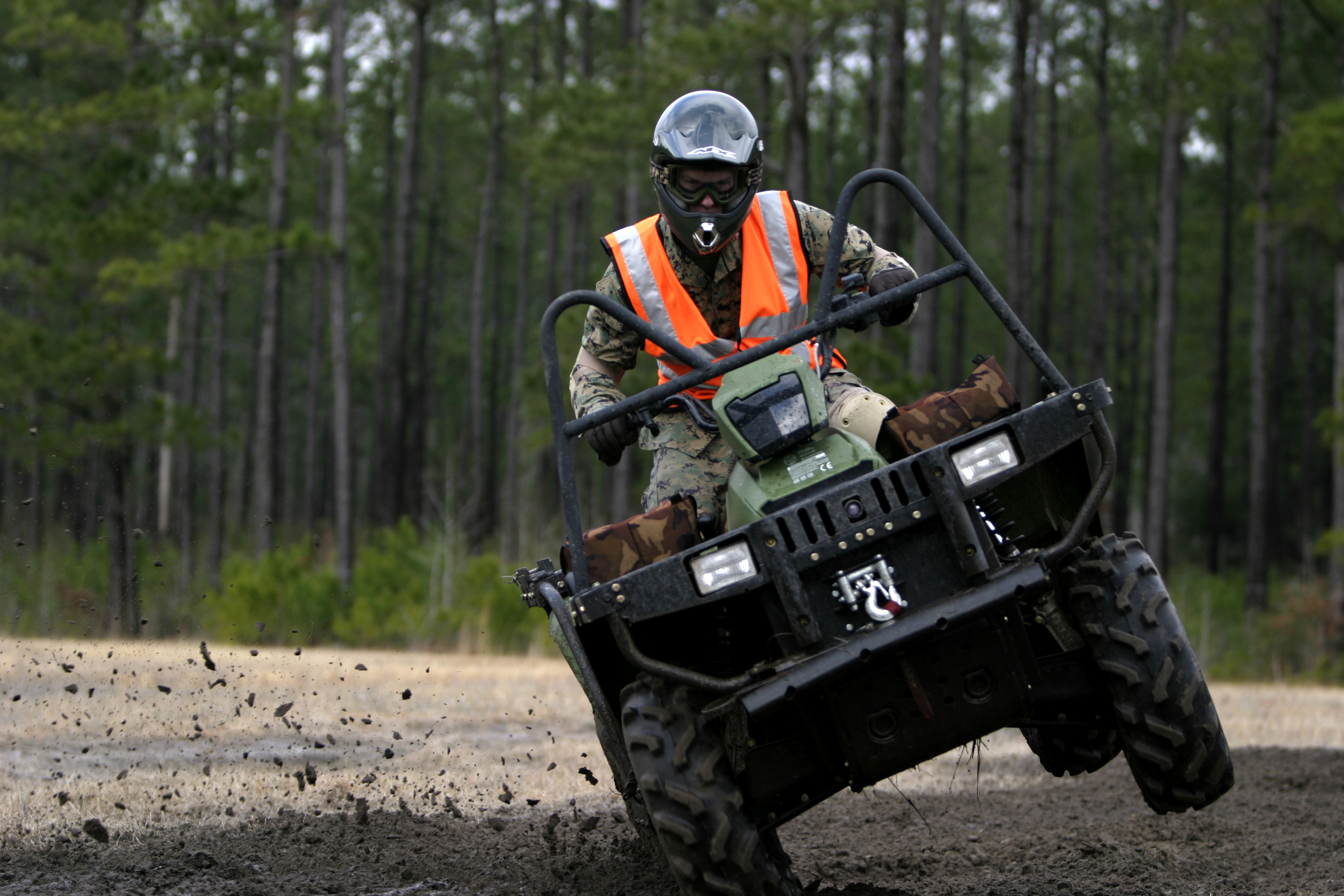
Quadriciclo com proteção contra rolagem.

Desde o fim das restrições impostas aos fabricantes pela agência estadunidense CPSC (Consumer Product Safety Commission), em Abril de 1998, os montadores iniciaram "planos de ação voluntária" que imitam os regulamentos anteriormente obrigatórios. Todavia, mesmo com a mudança dos modelos de três para quatro rodas e os planos de ação, algumas mortes e lesões ainda ocorrem. Estatísticas liberadas pela CPSC mostram que em 2004, cerca de 136 100 ferimentos associados ao uso de ATV foram tratados no atendimento de emergência dos hospitais estadunidenses — mais do dobro dos ferimentos tratados no último ano das normas restritivas. Em 2003, o último ano para o qual estimativas estão disponíveis, 740 pessoas morreram em incidentes associados com ATV.
Os planos de ação em conjunto com a CPSC cobrem somente certos fabricantes de ATV. Outros fabricantes, que entraram no mercado após o fim das restrições não são cobertos pelos planos de ação nem são restringidos por regras que regem coisas tais como rotulagem e práticas seguras de marketing, e para qual idade um revendedor pode recomendar um tipo particular de ATV. Estes fabricantes e distribuidores, a maioria dos quais originários da Ásia e Itália, estão completamente isentos da supervisão governamental.
O foco mudou desde que as normas restritivas terminaram e estão agora voltadas para a relação entre o tamanho da máquina e a idade do piloto. Muitos estados norte-americanos decretaram leis específicas relativas ao uso dos ATV, categorizadas por faixas de idade e capacidade de deslocamento – que seguem a linha dos regulamentos federais. Os ATV são obrigados a serem rotulados pelo fabricante indicando que o uso de máquinas de mais de 90cc por usuários abaixo de 16 anos é proibida. Os críticos apontam que políticas abrangentes relativas à idade não são suficientes e freqüentemente citam como exemplo que adolescentes do sexo masculino são fisicamente maiores e mais fortes do que muitas mulheres que pilotam. Algumas localidades ou baniram leis restritivas quanto ao uso de ATV por menores de 16 anos ou estão considerando tal legislação. Defensores dos ATV argumentam que começar cedo aumenta a segurança. Recomendam que as crianças possam desenvolver o necessário expertise começando tão cedo quanto 6 anos de idade, em vez de esperar até os 16. O CPSC aprovou o uso de ATV de menos de 50cc a partir de 6 anos de idade.
Em 1988, o All-terrain Vehicle Safety Institute (ASI) foi formado para fornecer treinamento e educação para pilotos de ATV.  O custo de participar do treinamento é mínimo e é grátis para compradores de máquinas novas. A conclusão bem-sucedida do treinamento é, em muitos estados norte-americanos, o requisito mínimo para que um menor de idade tenha autorização para dirigir.

## No Brasil
Atualmente, os quadriciclos são muito cobiçados pelos brasileiros.
Considerado um brinquedo por muitos adultos, o quadriciclo ganhou novos espaços nas garagens brasileiras. Essa espécie de moto sobre quatro rodas passou a ser utilizada não só para o esporte, mas também como opção de lazer em áreas montanhosas e arenosas. Mulheres e crianças também se tornaram fãs dos quadriciclos.
Pequenos, médios ou grandes, já são apresentados diversos modelos para todos os tipos de gostos e bolsos. Os quadriciclos de 50 cilindradas, geralmente usados por crianças e adolescentes, saem em torno de 3 mil reais. No outro lado da balança, estão os quadriciclos considerados top de linha, de 500 a 750 cilindradas, que custam cerca de 25 mil reais.

## Principais fabricantes de ATV
- Autentic Fit Berlim ME
- Alanca
- Arctic Cat
- Bombardier Recreational Products
- Honda
- Quadris Quadriciclos Brasil
- Kawasaki Heavy Industries
- Kymco
- Polaris Industries
- Secma
- Suzuki
- Subaru
- Yamaha Motor Corporation